# Gustaf Månsson
Gustaf Månsson (ur. 1 marca 1885 w Karlskronie, zm. 21 grudnia 1976 tamże) – szwedzki żeglarz, olimpijczyk.
Na regatach rozegranych podczas Letnich Igrzysk Olimpijskich 1912 wystąpił w klasie 8 metrów zajmując 5 pozycję. Załogę jachtu K.S.S.S. tworzyli również Arvid Sjöqvist, Fritz Sjöqvist, Emil Hagström, Ragnar Gripe i Thorsten Grönfors.